# Ana Paula Campos
Ana Paula Galbiatti Campos (nascida em 2 de setembro de 1994) é uma jogadora de badminton brasileira. Em parceria com Fabiana Silva, ela conquistou o título de duplas femininas em Porto Rico em 2014 e na Colômbia em 2015. Ela também ganhou o título de duplas mistas no torneio Suriname International em parceria com Jonathan Persson, da Alemanha.

## Conquistas

### Desafio/Série Internacional BWF
Duplas Femininas
| Ano  | Torneio                     | Parceira      | Adversárias                        | Pontuação           | Resultado |
| ---- | --------------------------- | ------------- | ---------------------------------- | ------------------- | --------- |
| 2015 | Suriname Internacional      | Fabiana Silva | Haramara Gaitan Sabrina Solis      | Sem correspondência | Vice      |
| 2015 | Internacional de Porto Rico | Fabiana Silva | Haramara Gaitan Sabrina Solis      | 12-21, 15-21        | Vice      |
| 2015 | Colômbia Internacional      | Fabiana Silva | Haramara Gaitan Sabrina Solis      | 21-18, 21-17        | Vencedora |
| 2015 | Chile Internacional         | Fabiana Silva | Lohaynny Vicente Luana Vicente     | 18-21, 13-21        | Vice      |
| 2014 | Internacional de Porto Rico | Fabiana Silva | Camila Garcia Luz Maria Zornoza    | 21-18, 21-17        | Vencedora |
| 2014 | Chile Internacional         | Camila Duany  | Katherine Winder Luz Maria Zornoza | 2-11, 8-11, 3-11    | Vice      |
| 2013 | Internacional de Porto Rico | Yasmin Cury   | Paula B Pereira Lohaynny Vicente   | 10-21, 12-21        | Vice      |
| 2013 | Santo Domingo Aberto        | Yasmin Cury   | Paula B Pereira Lohaynny Vicente   | 14-21, 9-21         | Vice      |

Duplas Mistas
| Ano  | Torneio                | Parceiro         | Adversários                        | Pontuação   | Resultado |
| ---- | ---------------------- | ---------------- | ---------------------------------- | ----------- | --------- |
| 2015 | Suriname Internacional | Jonathan Persson | Dylan Darmohoetomo Jill Sjauw Mook | 21-9, 21-15 | Vencedora |

     Torneio Desafio Internacional BWF
     Torneio Série Internacional BWF
     Torneio Série BWF Futuro